# Tell Billa

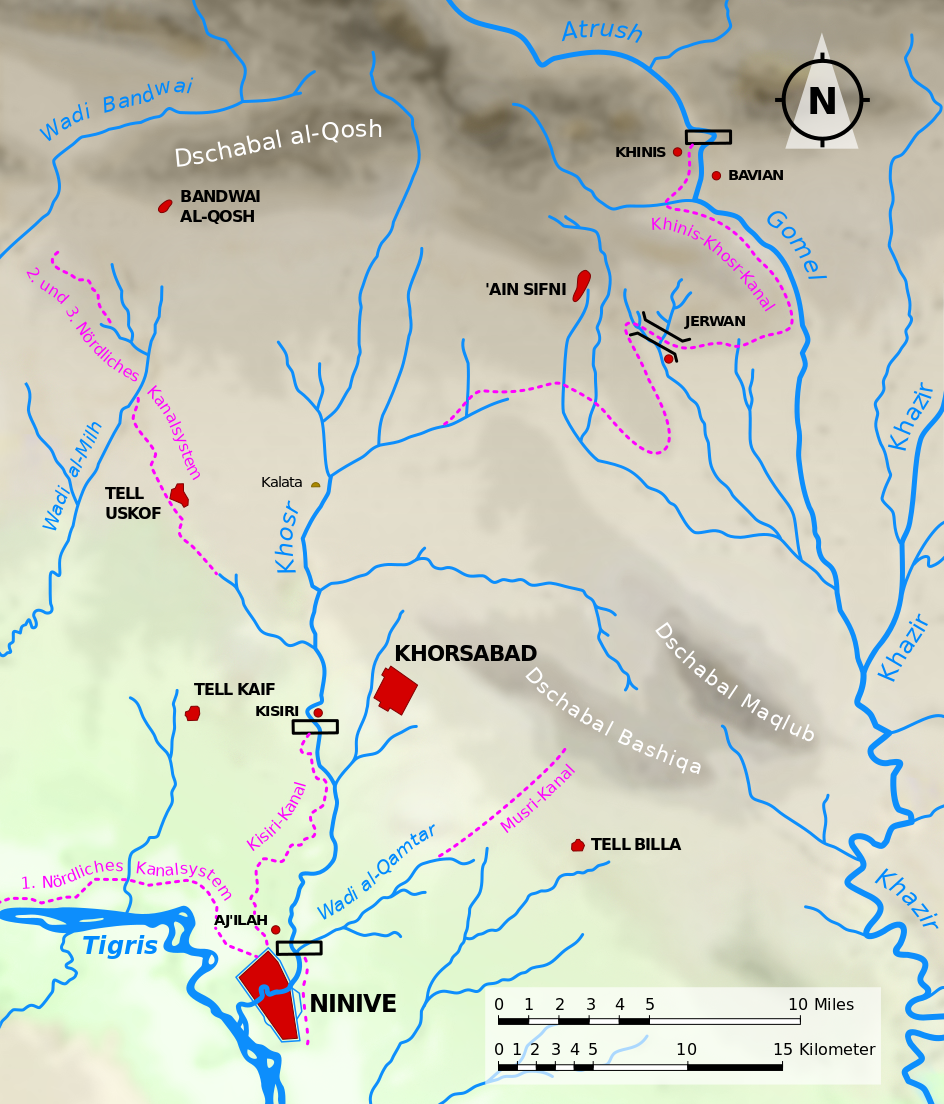
Localisation des sites et principaux aménagements hydrauliques de la région de Ninive au

Tell Billa est un site archéologique situé dans le nord de l'Irak actuel, à quelques kilomètres au nord-est de Ninive et Mossoul. Les fouilles archéologiques qui s'y sont déroulées dans les années 1930 (dirigées par l'Université de Pennsylvanie) y ont essentiellement découvert des couches archéologiques de la seconde moitié du IIe millénaire av. J.-C., correspondant aux phases de domination du royaume du Mitanni (caractérisée par la céramique de Nuzi), puis par la phase dite « médio-assyrienne » quand l'Assyrie prend le contrôle de la région de Ninive après 1365, et des premiers siècles du Ier millénaire av. J.-C., la période « néo-assyrienne ». Les niveaux assyriens sont les mieux connus, et les inscriptions et tablettes qu'ils ont livrés ont indiqué que la ville s’appelait alors Shibaniba.
Le tell a pour dimension 600 × 500 mètres. Il a été fouillé durant quatre campagnes, entre 1930 et 1937, par une équipe américaine dirigée par E. A. Speiser et C. Bache, sur de petites surfaces, essentiellement sur les rebords nord-est et sud-ouest du site. Seules des publications préliminaires des résultats des fouilles ont été publiées (essentiellement dans la revue Bulletin of the American School of Oriental Research), rendant son analyse difficile. Un sondage a révélé que le site est occupé depuis au moins les alentours de 3000 av. J.-C., puis durant le IIIe millénaire av. J.-C. Les principaux niveaux d'occupation identifiés datent des périodes postérieures : l'époque du royaume du Mittani (niveau 3), celle du royaume médio-assyrien (niveau 2) et celle de l'empire néo-assyrien (niveau 1). Ces deux derniers niveaux ont livré des tablettes cunéiformes, publiées par J. Finkelstein en 1953. Des traces d'occupations d'époques perse, hellénistique et parthe ont également été repérées.
Les quelques études postérieures qui ont tenté de reprendre le dossier se sont surtout intéressées aux textes cunéiformes. L'archive d'époque médio-assyrienne comprend 70 textes, mises au jour dans un bâtiment situé à l'ouest du tell. Il s'agit essentiellement d'une archive des chefs de district (ḫassiḫlu) de la ville de Shibaniba datant du XIIIe siècle av. J.-C., à l'époque des rois Adad-nerari Ier, Salmanazar Ier et Tukulti-Ninurta Ier, nommés Assur-kashid et Sîn-apla-erish (père et fils). On y trouve des textes administratifs et juridiques, donc aussi bien publics que privés. Une poignée de lettres est adressée à un autre personnage, Assur-suma-iddina, inspecteur en charge d'un village (rab ālāni). 
L'archive d'époque néo-assyrienne comprend une quinzaine de tablettes administratives, surtout des listes de soldats ou de travailleurs, datés pour la plupart du règne de Salmanazar III, au IXe siècle av. J.-C.,. Elles ont été dégagées dans la partie sud-ouest du site. 
Une analyse récente des données de l'époque néo-assyrienne a été entreprise par P. Creamer. Un édifice palatial aurait été identifié lors des fouilles dans la partie nord du site, et cette partie du site a livré des inscriptions de Salmanazar III et de son prédécesseur Assurnasirpal II ; étant donné qu'il ne reste pas de données sur la fouille de cette zone, il n'est pas possible d'en savoir plus. Des sépultures ont également été fouillées dans cette partie du site. Dans la partie sud-ouest du site, une inscription de Salmanazar III mentionne la construction d'un temple dédié à la déesse Ishtar. Autour de 700 av. J.-C. la ville fait l'objet d'aménagements, sans doute dans l'ensemble de chantiers liés à l'élévation de la ville voisine de Ninive au rang de capitale, qui comprend d'importantes constructions dans cette dernière et aussi dans son arrière-pays (notamment des canaux). Un édifice palatial est construit dans la partie sud-ouest du tell, où a été dégagé un ensemble de pièces organisées autour d'une grande cour pavée.